# Sant Romà de Cabestany
Sant Romà de Cabestany és una església sufragània del poble de Cabestany, de l'antic terme municipal de Montcortès de Pallars, i de l'actual de Baix Pallars, a la comarca del Pallars Sobirà.
Està situada en el mateix poble de Cabestany, a la part sud-est d'aquesta petita població.
És un temple petit, d'una sola nau, amb absis que no es destaca del conjunt de la nau i un campanar alt i estret a l'angle sud-est del temple.